# Andrei Vrabii
Andrei Vrabii, né le 27 mars 1992 à Chișinău, est un coureur cycliste et triathlète moldave.

## Biographie
Andrei Vrabii est né le 27 mars 1992,. Sportif amateur, il a obtenu de nombreuses médailles aux championnats de Moldavie de cyclisme. 
En 2013, il effectue un stage au sein du Centre mondial du cyclisme. Il est aussi régulièrement sélectionné en équipe nationale de Moldavie pour participer à quelques événements internationaux. On le retrouve ainsi au départ des Jeux européens en 2019, dans les épreuves cyclistes. En 2022 et 2023, il prend part aux championnats du monde de triathlon.

## Résultats en cyclisme

### Palmarès par année
- 2016
  - 3e du championnat de Moldavie du contre-la-montre
- 2018
  - 2e du championnat de Moldavie du contre-la-montre
- 2019
  - 2e du championnat de Moldavie du contre-la-montre
  - 2e du championnat de Moldavie sur route
- 2021
  - 2e du championnat de Moldavie du contre-la-montre
- 2022
  - 2e du championnat de Moldavie de VTT cross-country
  - 3e du championnat de Moldavie du contre-la-montre
- 2023
  - 2e du championnat de Moldavie du contre-la-montre
  - 2e du championnat de Moldavie sur route

### Classements mondiaux
| Année                                 | 2012  | 2013 | 2014 | 2015 | 2016  | 2017  | 2018  | 2019 | 2020  | 2021  | 2022  | 2023  |
| ------------------------------------- | ----- | ---- | ---- | ---- | ----- | ----- | ----- | ---- | ----- | ----- | ----- | ----- |
| Classement mondial                    |       |      |      |      | 1750e | 2198e | 1561e | nc   | 1759e | 1440e | 1970e | 1211e |
| UCI Europe Tour                       | 1001e | 954e | 665e | 888e | 1162e | 1436e | 997e  | nc   | 1296e | 1025e | 1262e | nc    |
|                                       |       |      |      |      |       |       |       |      |       |       |       |       |
| Légende : nc = non classéSource : UCI |       |      |      |      |       |       |       |      |       |       |       |       |